# Mv (Unix)
mv (en référence au terme anglais move, déplacer) est le nom d'une commande UNIX permettant de déplacer des fichiers et des répertoires. Il permet également de renommer un fichier ou un répertoire.

## Autres systèmes

### DOS et Windows
Sous DOS et Windows cette commande est subdivisée en deux parties :
- ren ou rename pour renommer un fichier ou un répertoire.
- move (apparu sur le tard) pour déplacer un fichier ou un répertoire.

### Fonction C
En langage C, la fonction correspondante s'appelle rename :

#### Syntaxe
```
#include <
stdio.h
>
int rename(const char *oldpath, const char *newpath);
```

rename renomme le fichier oldpath vers le fichier newpath, en le déplaçant vers un autre répertoire si besoin est. Si le fichier destination existe, il sera écrasé (si le processus en a le droit).

#### Code retour
rename renvoie 0 s'il réussit, ou -1 s'il échoue, auquel cas errno contient le code d'erreur.